# Adoni
Adoni, en hindi : आदोनी, est une ville du district de Kurnool, dans l'État de l'Andhra Pradesh, en Inde. Selon le recensement de l'Inde de 2011, elle compte une population de 166 344 habitants et dans sa zone urbaine, 184 625 habitants.

## Histoire
Le fort d'Adoni occupe une place centrale dans l'histoire de la ville. En 1780, un observateur écrit :

« Adoni est située sur trois montagnes qui sont unies ; elle possède une série de fortifications irrégulières, empilées les unes sur les autres. Pour la maintenir, il faut une garnison de 30 000 hommes. Les fortifications sur les montagnes sont souvent faibles... Au sud d'Adoni, une grande plaine, au nord des montagnes, odieuses par leur proximité, à l'est d'autres montagnes. A l'ouest, il y a aussi des montagnes et cette partie est la plus faible. »

Au XVe siècle et au début ou au milieu du XVIe siècle, Adoni était une ville forte de l'empire Vijayanâgara. Elle était contrôlée par les proches d'Aliya Rama Raya (en), un puissant aristocrate du Vijayanagara.